# Контрзатінення

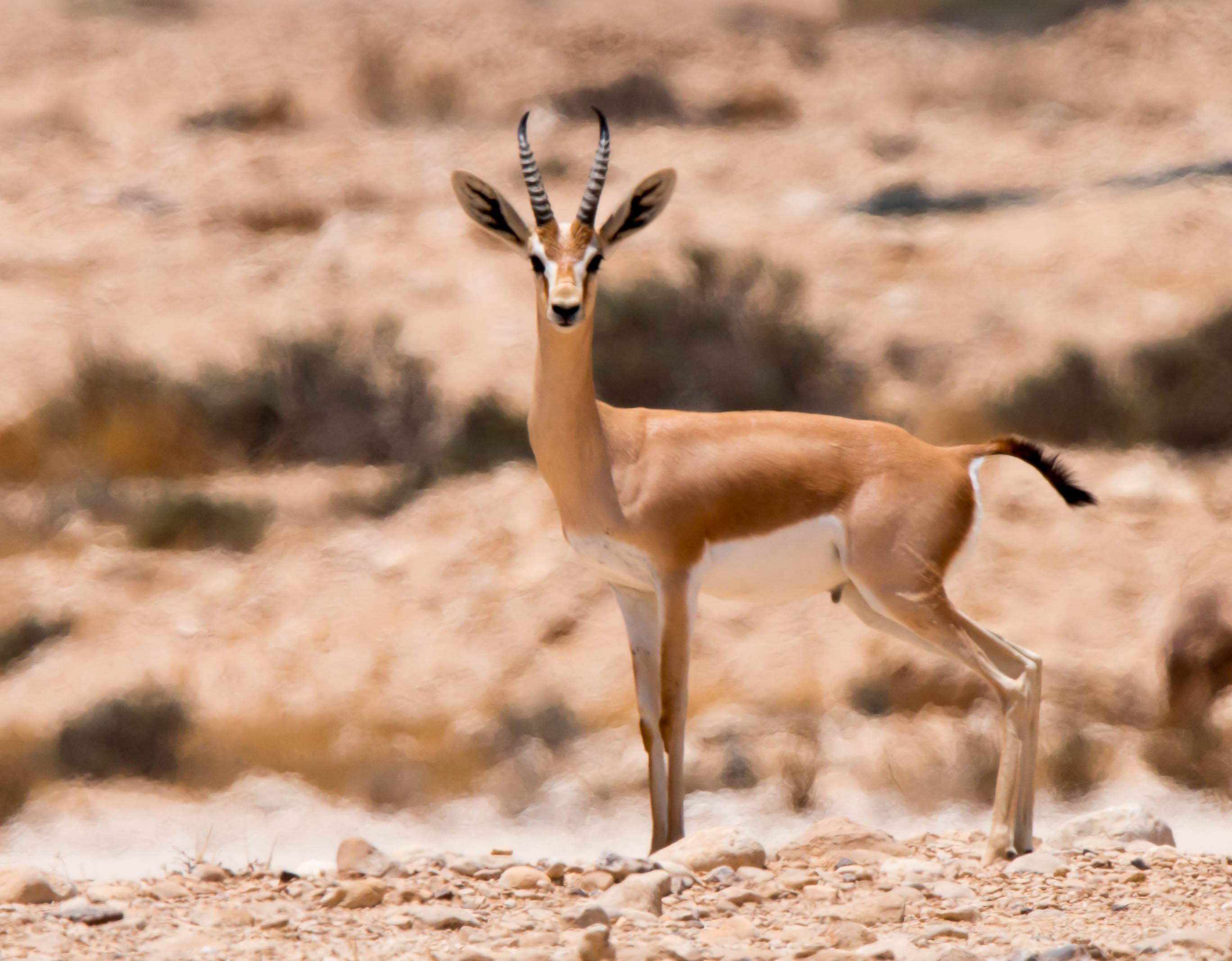
Контрзатінення Газелі доркас

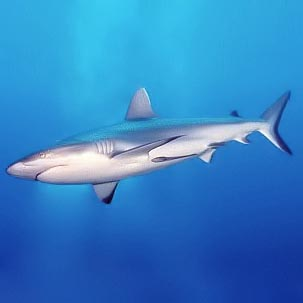
Сіра рифова акула

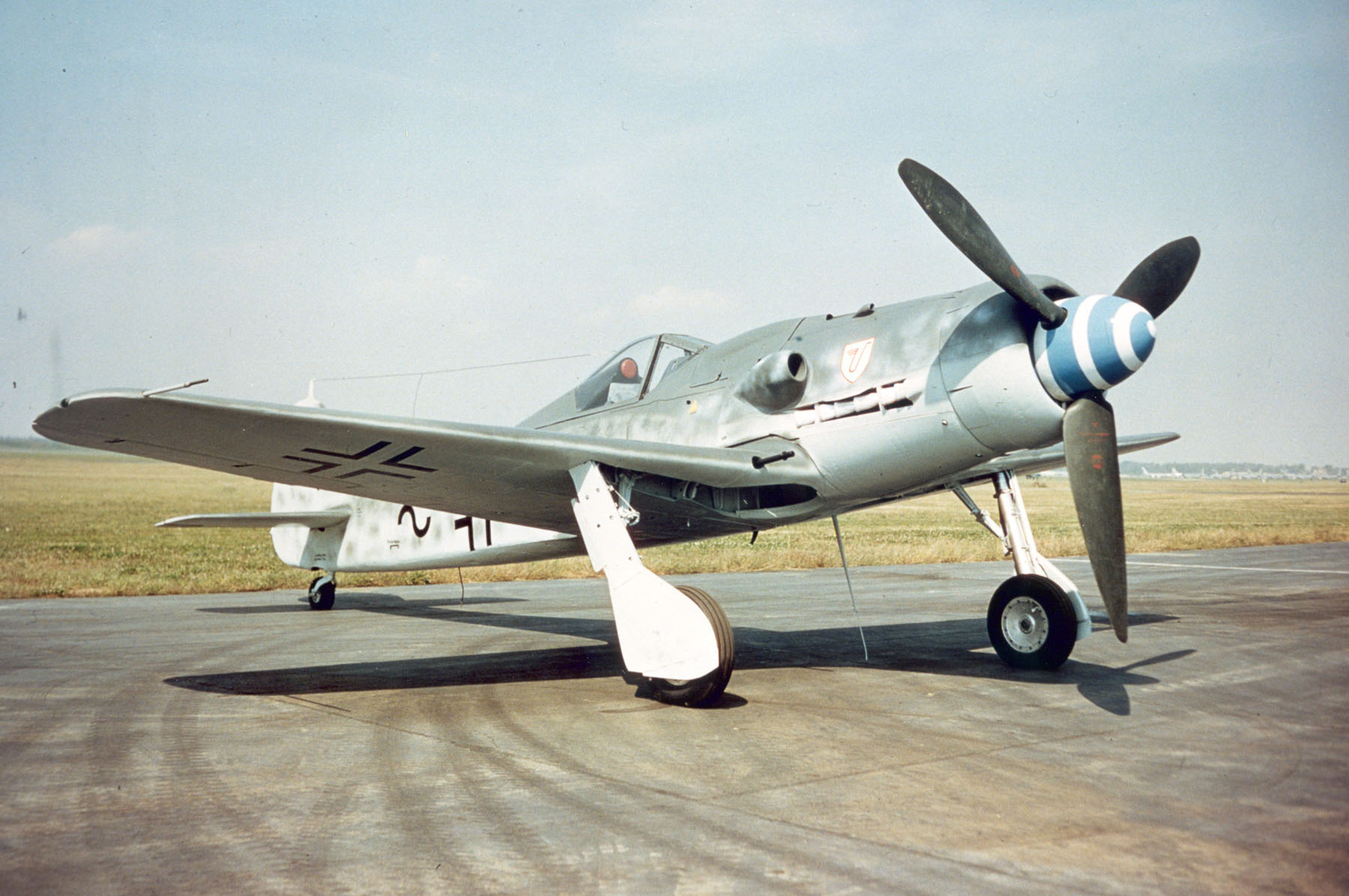
Focke-Wulf Fw 190 з плавною градацією контрзатінення

Контрзатінення, або закон Теєра — метод природного камуфляжа, при якому забарвлення тварини темніше на її зазвичай освітленій соцем верхній стороні та світліше на нижній, зазвичай затемненій стороні тіла, що дозволяє усунити або порушити ефект природної тіні. Ця закономірність спостерігається у багатьох видів ссавців, рептилій, птахів, риб і комах, як у хижаків, так і у їх потенційної здобичі. На відміну від схожого активного метода камуфляжа — контросвітлення, контрзатінення є пасивним методом камуфляжа, при якому для усунення природного ефекту затінення використовується лише пігментне забарвлення, нанесення фарби на техніку або наявність меланіну в шкірі тварин.
У військовій справі контрзатінення використовувалось для маскування літаків.

## Принцип дії
Коли сонячне світло падає зверху на рівномірно забарвлений тривимірний об'єкт, його верхня сторона виглядає світлішою, а нижня — за рахунок тіні темнішою, з поступовим переходом одного кольору в інший. Завдяки такому розподіленому по контуру градієнту світла й тіні, об'єкт виглядає в своїй звичній для ока затіненій формі і, відповідно, оку легше його виявити серед навколишнього середовища.

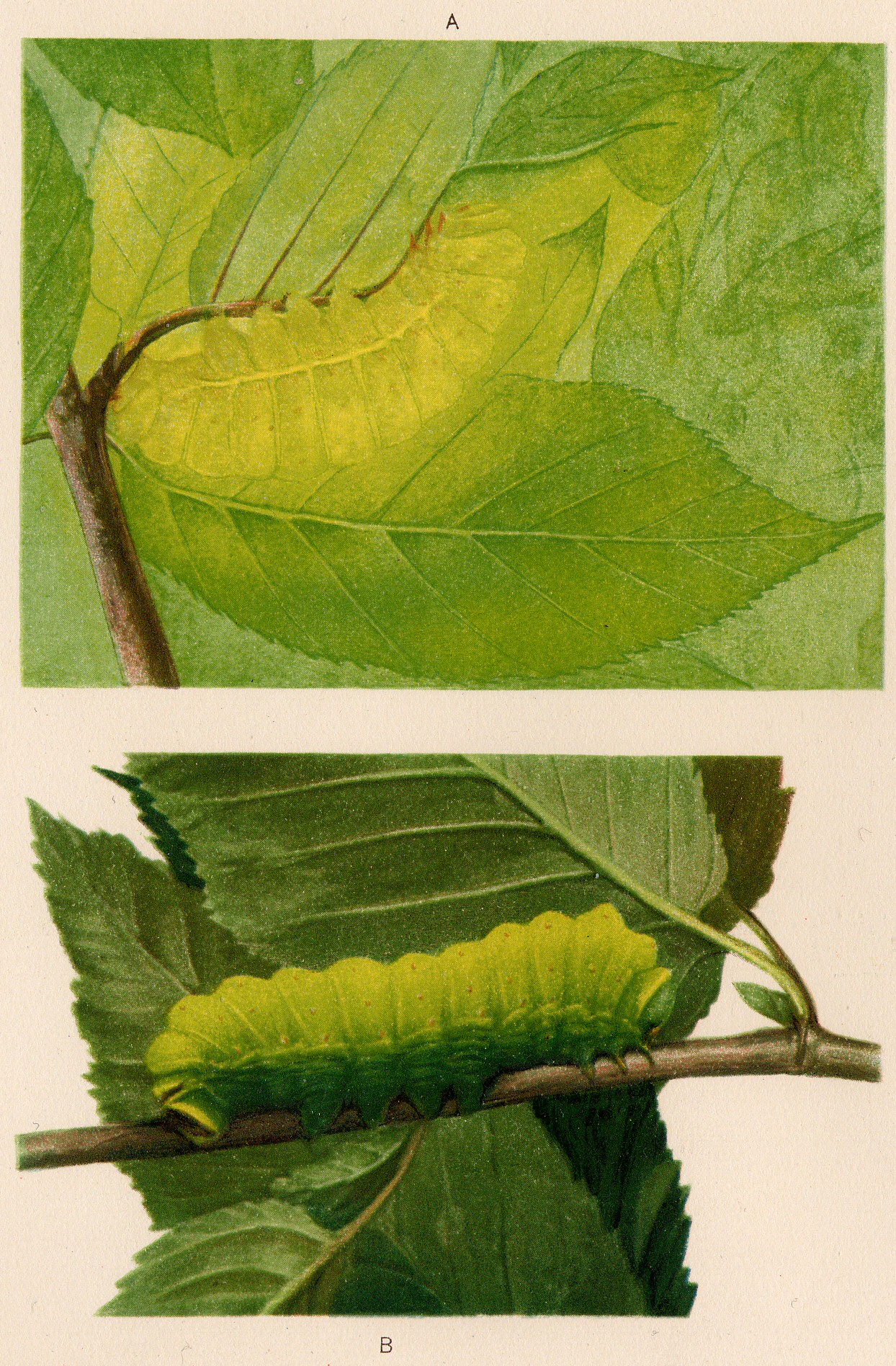
Ілюстрація з книги Еббота Теєра 1909 року про камуфляж гусениці Actias luna
а) в звичайному для неї положенні «догори ногами» (під гілкою) б) в перевернутому положенні «ногами донизу» (над гілкою)

Класичний принцип контрзатінення, відкритий в 1909 році художником Ебботтом Гендерсоном Теєром, полягає у протиставленні забарвлення тварини природному ефекту затінення, коли окрас тварини змінюється від темніших до світліших кольорів в протилежному до сонячного світла напрямку. Теоретично, це могло б бути корисним для використання військовим камуфляжем, але на практиці цей метод застосовували рідко, незважаючи на великі зусилля самого Теєра під час Першої світової війни, а пізніше зоолога Г'ю Бемфорда Котта під час Другої світової,.
В XXI столітті науковці, як-от Ганна Роуленд обговорювали можливі функції різних моделей контрзатінення у тварин і припускали, що може існувати кілька функцій такого типу забарвлення, включаючи:
- звуження контуру та маскування під фон при погляді збоку;
- відповідність навколишньому фону при погляді на тварину зверху або знизу, що передбачає окремі колірні схеми для верхньої та нижньої частини тварини;
- облітерація (зглажування) контуру тварини при погляді зверху;
- низка інших, переважно не перевірених некамуфляжних теорій.

Схожий на контрзатінення за методом своєї дії камуфляжний механізм — контросвітлення, який для «вирівнювання» освтленості всього контуру об'єкта до рівня фактичної освітленості фону використовує не окраску, освтлення за допомого біолюмінесценції або штучних джерел світла. Маскування за допомогою контросвітлення поширене у морських організмів, таких як кальмари. Були створені прототипи контросвітлення для використання на військових кораблях та літаках, але цей метод або взагалі ніколи не використовувався у війні, або використовувався дуже рідко.
Перевернуте контрзатінення, коли нижня частина тварини окрашена темніше, ніж верхня, ще більше посилює створений тінню контраст між осітленою і затіненою частинами тварини і робить її більш помітною. Така окраска зустрічається у тварин, які можуть завдати неприємної шкоди потенційному нападнику і попереджають його про це, прагнучи запобігнути нападу, наприклад у скунсів або отруйних комах чи земноводних і використовується як застереження для потенційних хижаків. Однак тварини, які переважну більшість часу перебувають в позиції догори ногами і не мають надійних засобів захисту, такі як нільський сом і гусениця місячної молі, використовують перевернуте контрзатінення саме для маскування (див. ілюстрацію справа).

## Ранні дослідження

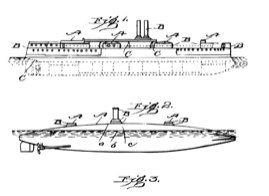
Заявка Теєра на патент для корабельного камуфляжу 1902 року. Йому не вдалося переконати ВМС США прийняти цю пропозицію

Англійський зоолог Едвард Бегналл Поултон, автор праці «Забарвлення тварин» (1890) виявив ефект контрзатінення у різних комах, у тому числі у лялечки метелика мінливця великого (Apatura iris), личинок гусениці сірчастої молі Opisthograptis luteolata та п'ядуна березового Biston betularia. Однак він не використовував сам термін контрзатінення, а також не припускав, що ефект може мати широке використвання.

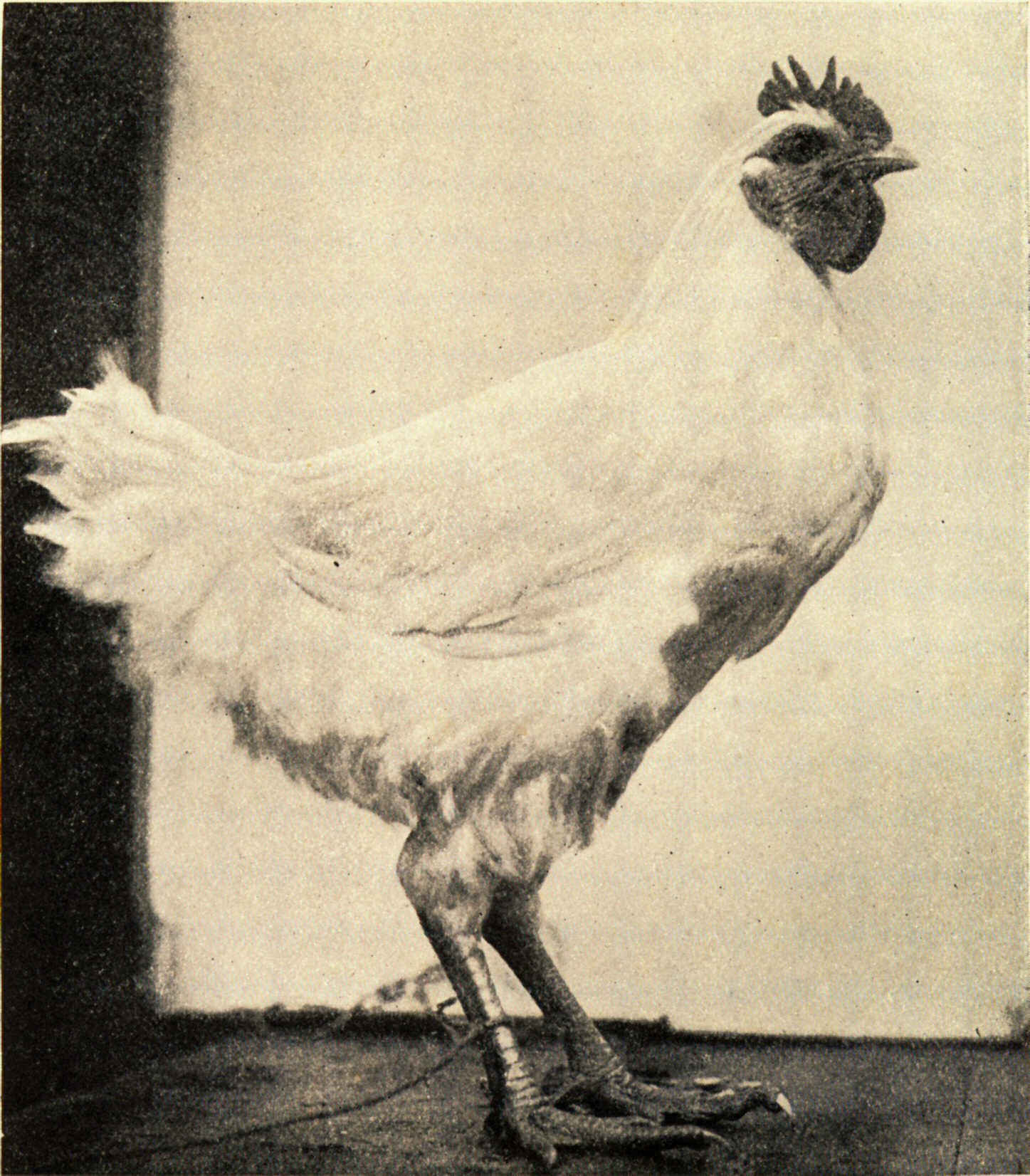
«Біла курка без контрзатінення на тлі білої тканини». Теєр

Американський художник Ебботт Гендерсон Теєр був одним із перших, хто cbcntvyj вивчав і детально описав ефект контрзатінення. У своїй книзі 1909 року «Маскувальне забарвлення в царстві тварин» він описав та проілюстрував контрзатінювання фотографіями та малюнками, через що контрзатінення іноді називають «Законом Теєра». Теєр також дещо самовпевнено і, мабуть помилково, стверджував, що майже всі тварини використовують контрзатінення:
Тварини пофарбовані природою найтемнішими на тих частинах, які найбільше освітлюються сонячним світлом і «навпаки». ... той факт, що переважна більшість істот у всьому тваринному світі використовують ці принципи забарвлення, розвинені до вишукано мінімального ступеня, через що їх важко побачити в їх традиційному середовищі, говорить сам за себе.— Еббот Теєр

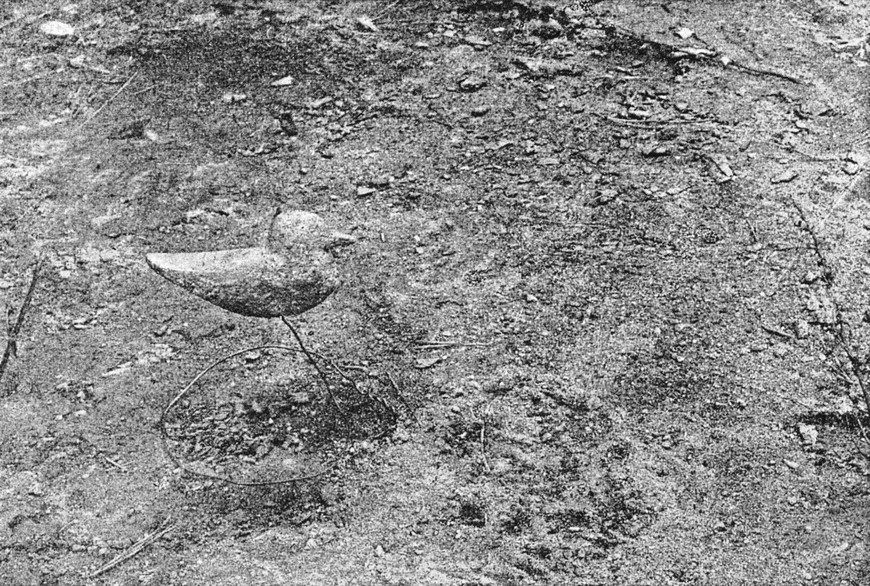
Фотографія 1917 року, на якій зображено дослідження контрастного затінення Теєром, який був одержима помилковою ідеєю, що всі тварини мають контрзатінене.

Теєр спостерігав і зобразив ряд прикладів, у тому числі гусеницю молі Actias luna, як у її звичному положенні під час годівлі догори ніжками, коли контрзатінення робить її однотоноою і непомітною серед зовнішнього фону, так і штучно перевернуто з цього положення ніжками донизу, де сонячне світло та перевернуте контрзатінення разом створюють дуже контрастноо затінення, що робить сілует цієї гусені дуже помітним. У 1902 році Теєр отримав патент на проект покраски підводних та надводних, кораблів за принципом контрзатінення, але не зміг переконати ВМС США прийняти його ідеї.
Г'ю Бемфорд Котт у своїй книзі «Адаптивне забарвлення у тварин» 1940 року описав багато випадків контрзатінення, дотримуючись загального підходу Теєра, але критикував його надмірні твердження прот те, що майже усі тварини в своїй окрасці використовують контрзатінення. Котт відгукувався про це, що «Теєр доводить теорію до фантастичної крайності».
Як Теєр, так і Котт включили до своїх книг фотографії білого півня на білому тлі, щоб підкреслити, що, за словами Теєра: «монохромний об'єкт не можливо „приховати“ на будь-якому фоні», або за словами Котта: «однієї схожості кольорів об'єкта і фона недостатньо для приховування». Котт пояснив це
Всупереч тому, що міг би очікувати будь-хто з браком художнього сприйняття, птах виглядає дуже помітним, верх виглядає світлішим, а низ темнішими, ніж фон, хоча насправді і весь птах і фон чисто білі.

## Застосування

### У тварин

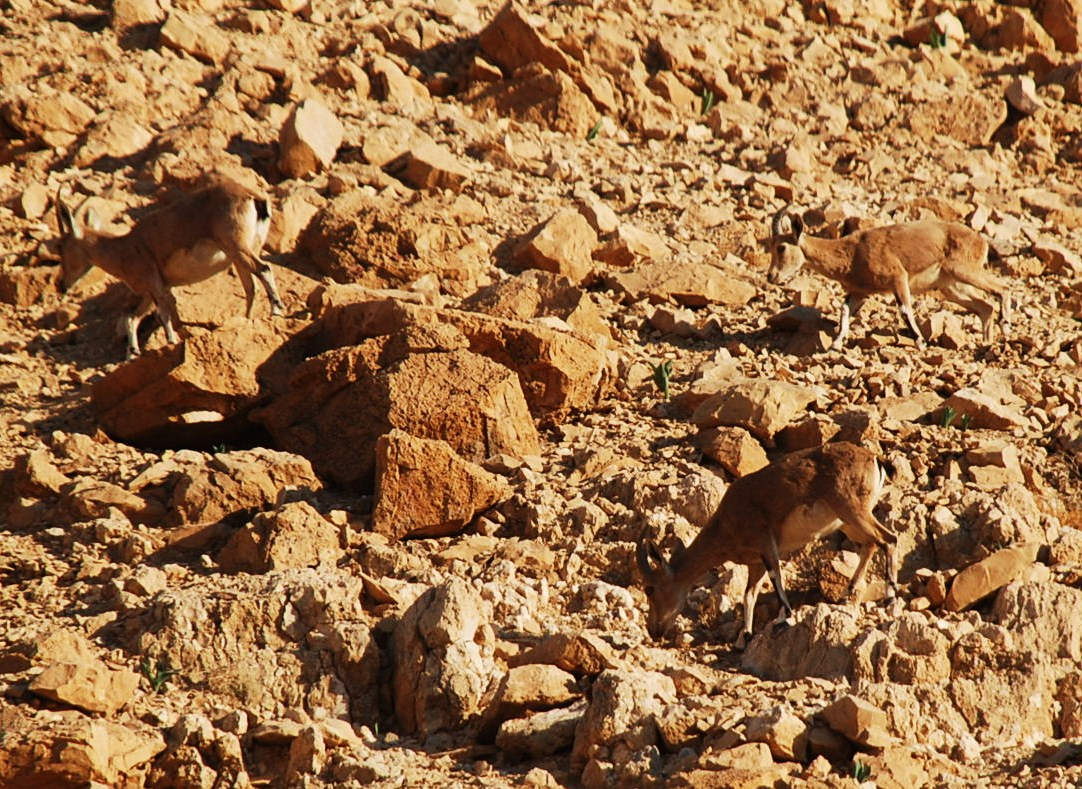
Козороги ефективно позбавлені тіні за допомогою контрзатінення, що робить їх майже непомітними на фоні пустелі (на зображенні присутні три тварини).

Окраска за принципом контрзатінення спостерігається у широкого набору тварин, як наземних, таких як олені, так і морських, таких як акули, як серед хижаків, так і серед їх потенційної здобичі. Контрзатінення зустрічається у тварин поряд з іншими формами камуфляжу, включаючи мімікрію та деформаційне забарвлення.
Серед морських тварин контрзатінення зустрічається у блакитних акул, оселедеців та дельфінів, в той час такі риби, як скумбрія та риба-сержант, контрзатінені за допомогою смуг або плям.
Контрзатінення доповнює плямисті чи смугасті окраски леопардів та тигрів... Його майже повсюдно використовують гризуни... Це основний тип маскування, що використвоується конями, ослами, антилопами, оленями... Воно широко поширене серед сумчастих... Контрзатінення забезпечує основну форму маскування для переважної більшості змій, ящірок і земноводних. Серед комах контрзатінення досягає високого стану досконалості у різних гусениць і коників. ... Проте саме в річках і в поверхневих водах моря контрзатінення досягає свого максимального розвитку і значення.— Г'ю Котт
Контрзатінення використовували вже мезозойські морські рептилії. Скам'яніла шкіра, пігментована темним евмеланіном, показує, що іхтіозаври, шкірясті черепахи та мозазаври мали темну спину та світлий живіт. У 2011 році палеонтологи виявили надзвичайно добре збережену скам'янілість динозавра — майже цілого анкілозавра із збереженими зубчастими шипами, костяними накладками та дивовижно збереженими шкірою, зокрема на обличчі. Анкілозавр-цератопс Psittacosaurus так само був контрзатінений, маючи на увазі, що його хижаки виявляли свою здобич, виводячи форму з затінення. Компютерне моделювання показало, що цей динозавр був оптимально затінений для закритого середовища проживання, такого як ліс.

### Контросвітлення
Інша форма камуфляжу тварин, яка називається контросвітленням, використовує біолюмінесценцію для підвищення освітленості тварини до кольору навколишнього середовища. Такий тип камуфляжа поширений серед пелагічних риб і безхребетних, особливо серед кальмарів. Це робить контросвітлену тварину практично невидимою для хижаків, які дивляться на неї знизу проти світла. Таким чином, контросвітлення можна розглядати як розширення за межі того, що може досягти контрзатінення. Там, де контрзатінення лише зафарбовує тіні, контросвітлення може додавати фактичне освітлення, забезпечуючи ефективний камуфляж у мінливих умовах, у тому числі, якщо фон достатньо яскравий, щоб тварина, яка не має контросвітлення, виглядала на ньому як затемнений контур.

### Військове використання

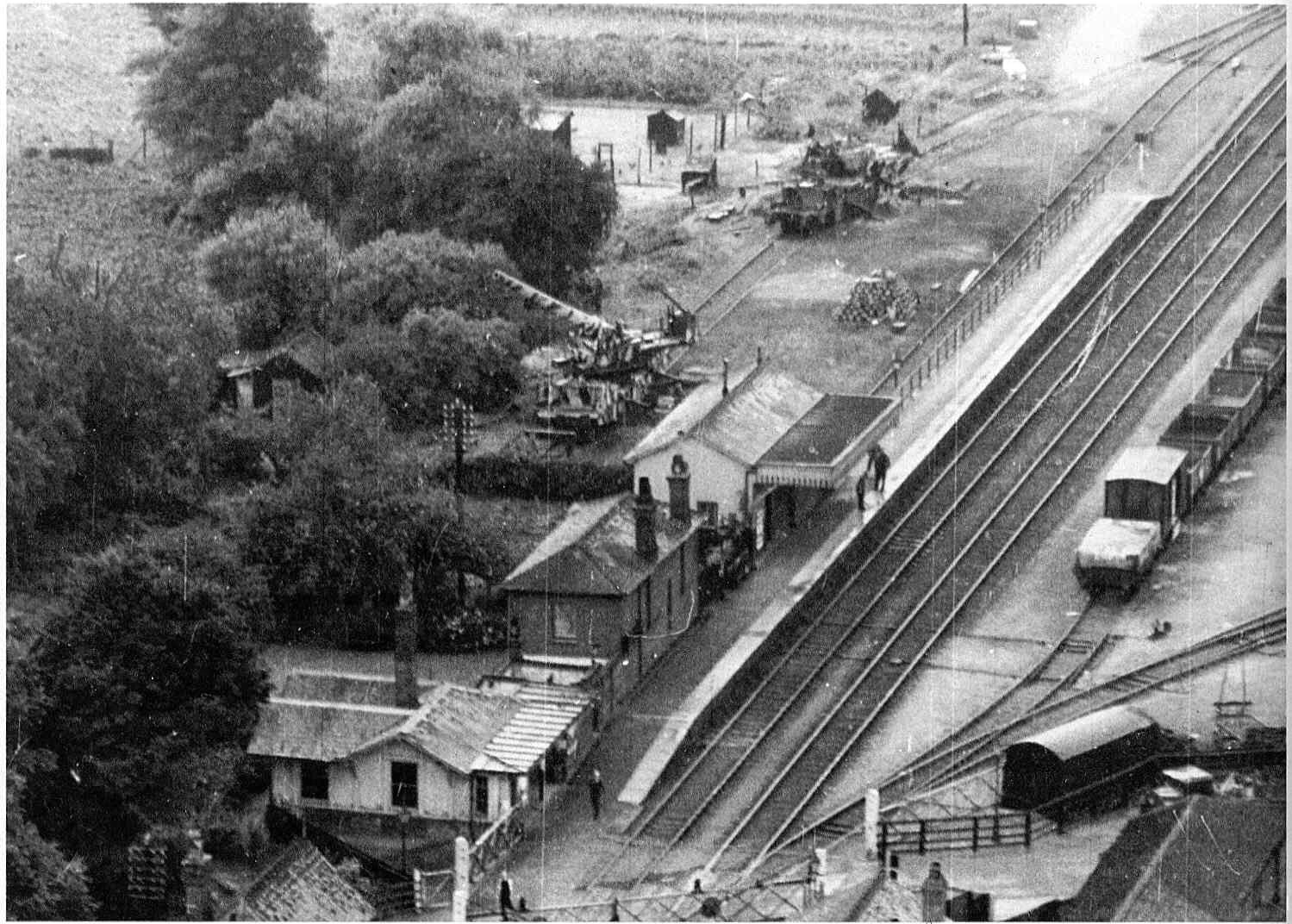
На фото зображені дві рейкові гармати. Затінена і закамуфльована Г'ю Коттом (угорі) і одна зі звичайною окраскою (посередині), серпень 1940 року

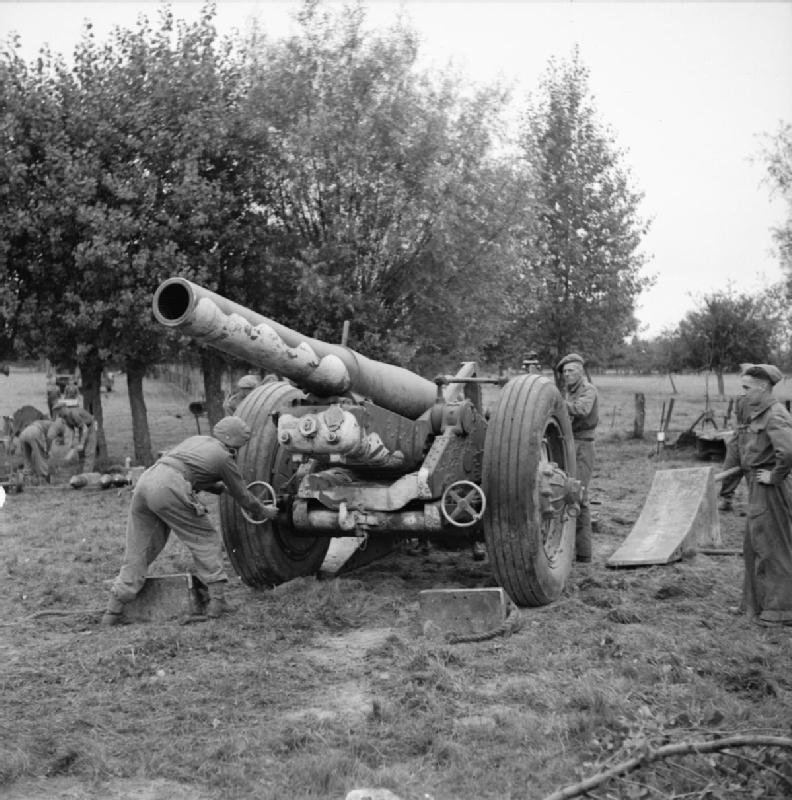
7,2-дюймова гаубиця BL з контрзатіненням на стволі (08.1944)

Контрзатінення, як і контросвітлення, рідко застосовувалося для військового камуфляжу на практиці, хоча й не тому, що військове начальство не було про нього повідомлене. Як Еббот Теєр під час Першої світової війни, так і Г'ю Котт під час Другої світової війни пропонували збройним силам своїх країн використовувати контрзатінення для маскування військової техніки. Кожному з них вдалось продемонстрував ефективність контрзатінення військових об'єктів на практиці, але жоден з них так і не зумів переконати керівництво своїх збройних сил прийняти саме цей метод камуфляжу, хоча їх зусилля й вплинули на остаточне рішення військових все-ж таки використати камуфляж, хоча й іншого типу, для маскування військової техніки під час обох світових війн.

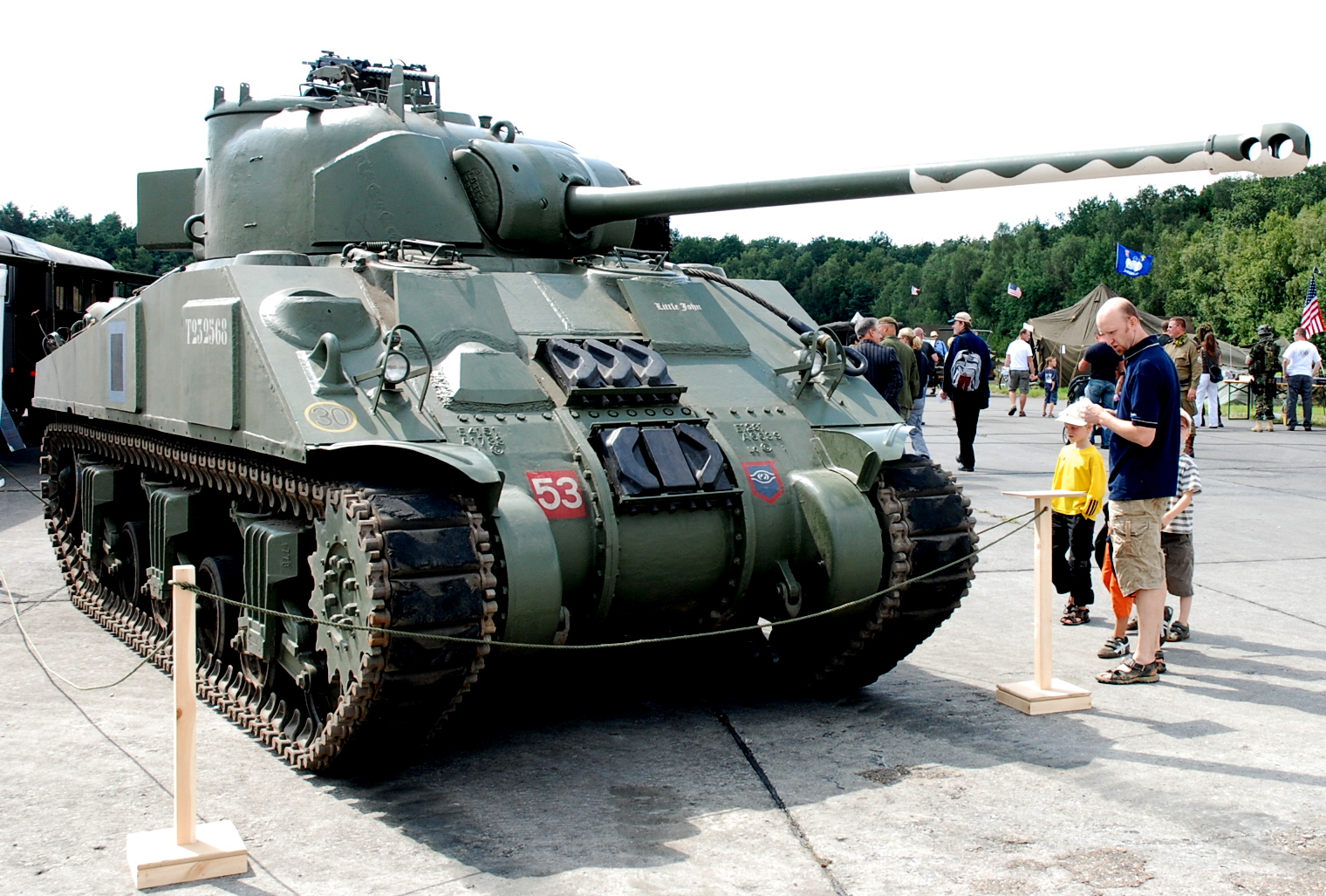
Sherman Firefly з контрзатіненою гарматою, що має деформаційний малюнок, щоб приховати її довжину.

Котт був протеже Джона Грема Керра, який під час Першої світової війни програв Норману Вілкінсону суперечку щодо авторства винаходу сліпучого камуфляжа для кораблів. У 1939 році Вілкінсон все-ще залишався впливовим інспектором з камуфляжу і у нього були власні підстави, щоб не симпатизувати учню свого супротивника. Котта запросили замаскувати 12-дюймову рейкову гармату, щоб сфотографувати її поруч із такою-ж гарматою, закамуфльованою звичайним способом. Котт ретельно поєднав деформаційне забарвлення, щоб розбити обриси ствола гармати, з контрзатіненням, щоб прибрати з нього тінь. Відтак обидві гармати сфотографували з повітря під різними кутами, і, на думку Пітера Форбса, «результат був чудовим». Гармата Котта була ледве помітна навіть для людини, яка точно знала, де і що шукати, тоді як інша гармата завжди була добре помітна". Влада вагалася, мабуть збентежена доказами того, що Котт мав рацію, і врешті заявила, що запропонований метод контрзатінення буде неможливо застосовувати у великих масштабах, оскільки для нагляду за кожною гарматою знадобиться експерт-зоолог. Відтак Котта відправили до Африки у склад Управління камуфляжу командування Близького Сходу, Масштабне застосування камуфляжа за участі Котта під час операції «Бертрам» дозволило британцям виграти на африканському театрі бойових дій вирішальну Битву за Аламейн, тоді як Керр безуспішно намагався втрутився, закликаючи повернути Котта додому і застосувати для маскування техніки запропоновані ним ідеї камуфляжа.
Австралійський зоолог Вільям Дайкін у своїй книзі «Мистецтво камуфляжу» 1941 року досить докладно наслідував Теєра в описі контрзатінювання, і у 1942 році його книга була перевидана як військовий довідник. Дейкін сфотографував моделі білих птахів, подібно до того, як це робили раніше Теєр і Котт, і стверджував, що бойове спорядження повинне бути контрзатінено.
Контрзатінення було описано в «Принципах камуфляжу» Військового міністерства США 1943 року, де після чотирьох абзаців теорії та ще одного, присвяченого використанню камуфляжа в природі, дається така порада:
Верхні поверхні мають бути пофарбовані та текстуровані таким чином, щоб вони відповідали кольоровій гамі навколишнього ландшафту (фону), а бокові частини мають бути освітлені з поступовим переходом до чисто білого кольору, в який мають бути пофарбовані нижні поверхні та зазвичай затінені частини.
Винахідники продовжували підтримувати військове використання контрзатінення, наприклад, в 2005 році в США було видано патент на камуфляж для одностроїв, що включає контрзатінювання у формі «статистичного контрзабарвлення» з різними розмірами округлих темних плям на світлішій основі.
Дослідження Аріеля Танкуса та Єхезкеля Єшуруна, які вивчали «camouflage breaking», автоматизоване виявлення таких об'єктів, як танки, показало, що аналіз зображень на об'ємність шляхом пошуку градієнту тіні, може бути «порушеним дуже сильним камуфляжем, який може ввести в оману навіть людей». Точніше, зображення шукаються в місцях, де градієнт яскравості перетинає нуль, наприклад лінія, де затемнена частина починає світлішати.

## Принцип дії
Ганна Роуленд, детально аналізуючи контрзатінення через 100 років після Еббота Теєра, зауважила, що цей вид камуфляжу, який вона описала як «темнішу пігментацію на тих поверхнях, які піддаються найбільшому природному освітленню», є хоч і поширеним, але погано вивченим аспектом забарвлення тварин. Вона зазначила, що було «багато дискусій» про те, як працює контрзатінення. Вона розглянула докази теорії Теєра про те, що це діє як камуфляж, «зменшуючи вентральну тінь», і навела альтернативні пояснення такого типу забарвлення.

Контрзатінення діє як форма камуфляжу, «зафарбовуючи» власне затінення тіла чи об'єкта. Результатом є «плоский» вигляд замість «суцільного» вигляду (з візуальною опуклістю) тіла до контрастування.

Теорії камуфляжу протизатінення, писала Роуленд, включають «приховування власної тіні, що призводить до покращеного зливання з фоном при погляді збоку»; «приховування власної тіні, що неприродно вирівнює окраску контуру тварини при погляді збоку»; «відповідність фону при погляді зверху або знизу»; і «руйнування контурів тіла при погляді зверху». Вони по черзі розглядаються нижче.

### Зведення та збіг фону при погляді збоку
Котт, як і Теєр, стверджував, що контрзатінення призведе до того, що тварин буде важко побачити збоку, оскільки вони «зникнуть у примарній невловимості». Роуленд зазначає, що Котт тут переглядає теорію Теєра та «підкріплює думку про те, що протилежна природному затіненню градація контрзатінення усуне вплив затінення при погляді збоку». Кілті дослідив ефект контрзатінення сірої білки (Sciurus carolinensis), показавши, що коли білка знаходиться в горизонтальному положенні, ефект контрзатінення світлого черева присутній, але коли білка знаходиться у вертикальному положенні, наприклад, на стовбурі дерева, цей ефект не працює.
Оригінальний аргумент Теєра, повторений Коттом полягав у тому, що природа зробила прямо протилежне за допомогою контрзатінення, ніж художник робив за допомогою фарби, створюючи ілюзію тривимірності за рахунок намальованої тіні, а саме протидіє ефекту тіні, щоб зробити форму «пласкою». Природне затінення — це важливий фактор, який враховують тварини для визначення форм предметів. Дослідження з пташенятами показали, що вони воліють клювати зерна з тінями, що падають під ними (ніби освітлені згори), тому як люди, так і птахи можуть використовувати затінення як ознаку об'ємності предмета.

### Зіставлення фону зверху або знизу

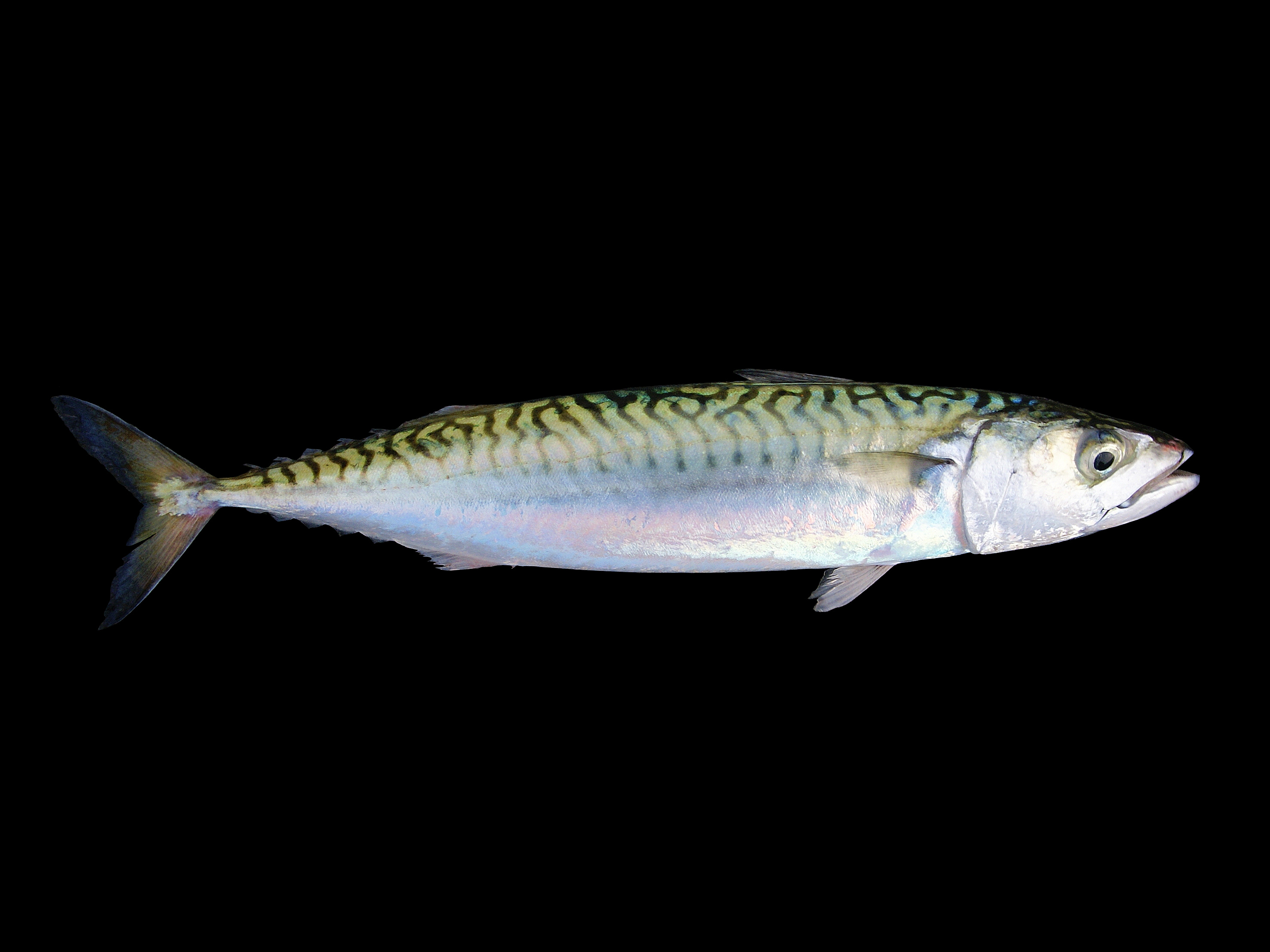
Скумбрія Scomber scombrus, як і багато пелагічних риб, темна зверху і бліда знизу, що маскує її на тлі океанських глибин і світлої поверхні.

Абсолютно інша функція забарвлення тварин (і військової техніки) полягає в тому, щоб по-різному маскувати верхню та нижню поверхні, відповідаючи їхньому фону при погляді знизу та зверху відповідно. Це зазначив, наприклад, Френк Еверс Беддард у 1892 році:
Серед пелагічних риб верхня поверхня зазвичай темна, а нижня — біла, тому риба непомітна, якщо дивитися як згори, так і чи знизу.— Френк Еверс Беддард

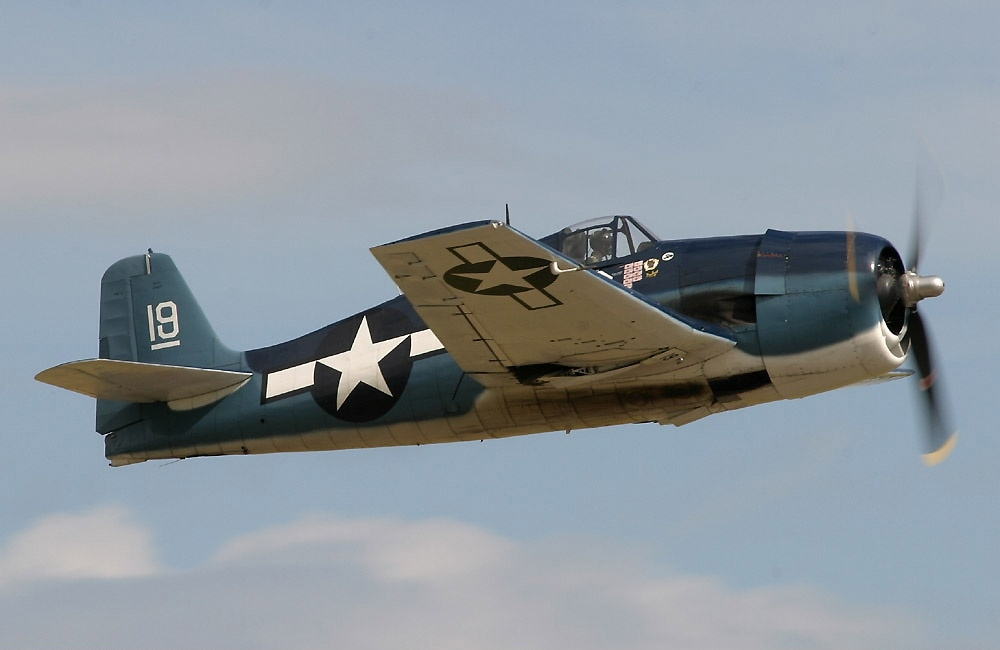
Верхній/нижній затінений Grumman F6F Hellcat

Ранні дослідники, зокрема Альфред Рассел Уоллес, Беддард, Котт і Крейк стверджували, що у морських тварин, включаючи пелагічних риб, таких як марлін і скумбрія, а також дельфінів, акул і пінгвінів верхній і нижні поверхні мають різко чіткий тон, з темною верхньою поверхнею і часто майже білою нижньою поверхнею. Вони припустили, що, дивлячись зверху, темніша поверхня спини тварини забезпечить камуфляж проти темряви глибокої води внизу. Якщо дивитися знизу, світліша вентральна область так само створить найменший контраст із освітленою сонцем поверхнею океану вгорі. Є певні докази цього у птахів, де птахи, які ловлять рибу на середній глибині, а не на поверхні чи на морському дні, частіше забарвлені таким чином, і здобич цих птахів бачить лише нижню частину птах. Роуленд дійшла висновку, що кожну можливу роль шаблонів забарвлення, зведених разом як «контрзатінення», потрібно оцінювати окремо, а не просто припускати, що вони функціонують ефективно.

### Контур облітерації зверху
Роуленд (2009) виявила додатковий механізм перевернутого контрзатінення, який раніше не аналізувався, а саме те, що кругле тіло, таке як циліндр, освітлене та побачене згори, здається, має темні сторони. Використовуючи графічний інструмент, вона продемонструвала, що цей ефект можна вирівняти за допомогою контрзатінення. Оскільки хижаки, як відомо, використовують краї для ідентифікації здобичі, тому контрзатінення може, стверджує вона, ускладнити виявлення здобичі, якщо дивитися згори.

### Некамуфляжні теорії
Існують також теорії, що намагаються пояснити ефект контрзатінення не потребою в маскуванні, а іншими функціями, зокрема захистом від ультрафіолетового світла, терморегуляцією та захистом від вилинювання. За словами Роуленда, всі три ці «правдоподібні» теорії залишалися в основному неперевіреними в 2009 році.

## Докази
Незважаючи на демонстрації та приклади, наведені Коттом та іншими дослідниками, за століття після відкриття Теєра було зібрано мало експериментальних доказів ефективності контрзатінення. Експерименти 2009 року з використанням штучної здобичі показали, що контрзатінені об'єкти дійсно мають переваги для виживання, а в 2012 році дослідження Вільяма Аллена та його колег показало, що контрзатінення у 114 видів жуйних майже збігалося з прогнозами щодо «приховування власного затінення», передбаченої функцією Поултона, Теєра та Котта.

## Механізм
Еволюційна біологія розвитку зібрала дані ембріології та генетики, щоб показати, як еволюція діяла на всіх рівнях від цілого організму до окремих генів, білків і генетичних перемикачів. У випадку контрзатінених ссавців із темною (часто темно-коричневою) верхньою частиною та світлішою (часто пісочно-коричневою або білуватою) нижньою частиною, як, наприклад, у хатньої миші, різницю в затіненні створює ген Агуті. Агуті кодує білок, сигнальний пептид Агуті (ASP), який специфічно пригнічує дію рецептора меланокортину 1 (MC1R). За відсутності білка Агуті альфа -меланоцитстимулюючий гормон стимулює клітини, що несуть MC1R, меланоцити, виробляти темний еумеланін, забарвлюючи шкіру та хутро в темно-коричневий або чорний колір. У присутності білка Агуті ця ж система виробляє феомеланін більш світлого кольору, жовтий або червоний. Генетичний перемикач, активний у клітинах ембріона, який стане шкірою живота, спричиняє активність гена Agouti, створюючи контрзатінення, яке спостерігається у дорослих ссавців.

## Перевернуте контрзатінення

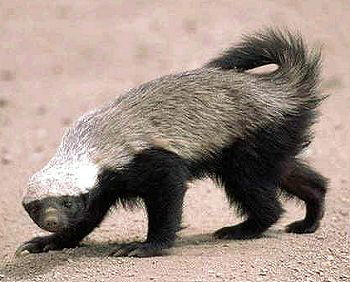
Медоїд має зворотне заштрихування, форма апосематизму (попереджувальне забарвлення).

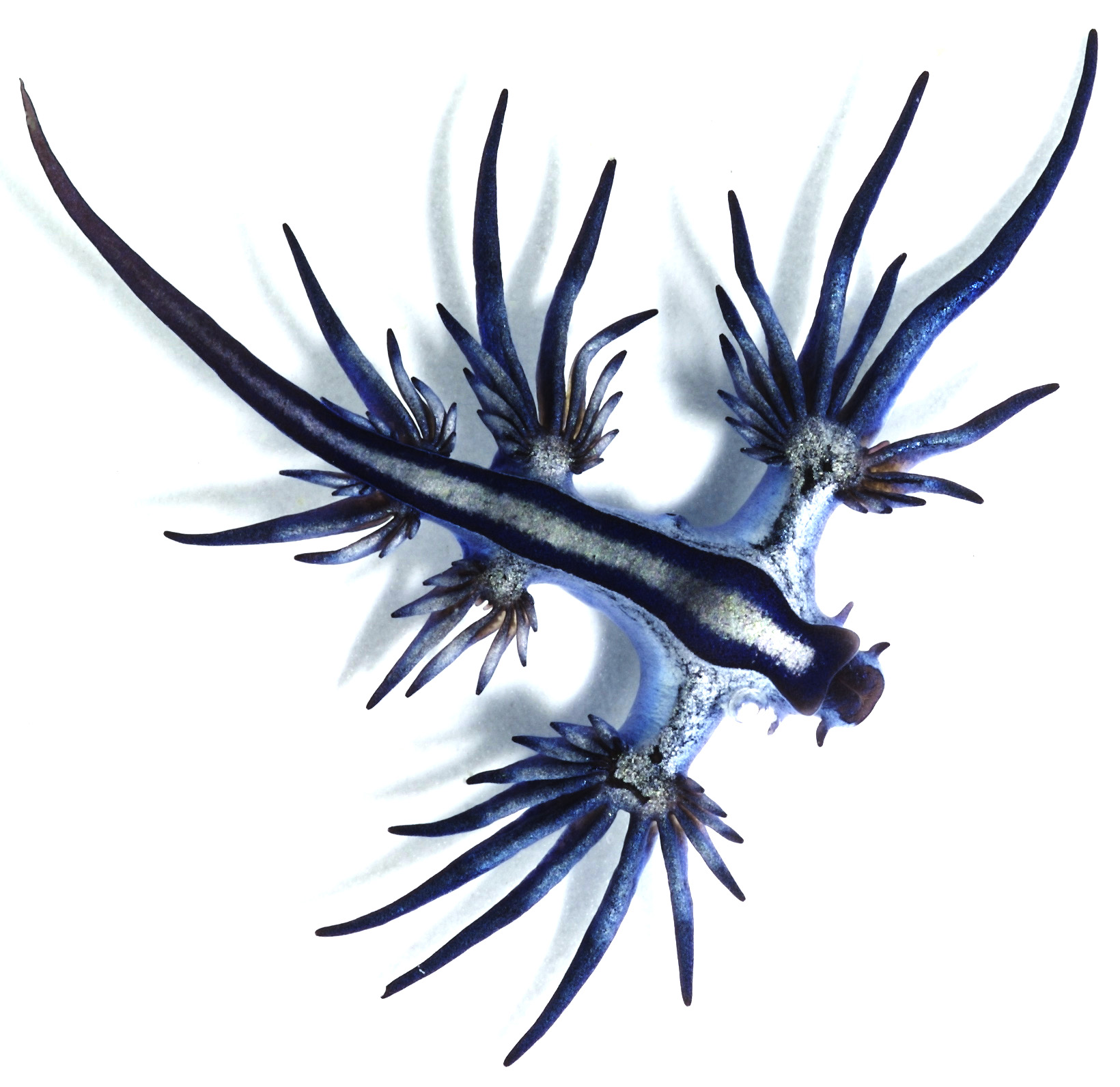
Морський слимак Glaucus atlanticus плаває і затінений догори ногами.

Якщо контрзатінення приховує природну тінь, перевернуте контрзатінення навпаки, додатково до тіні затемнюючи живіт і освітлюючи спину, доводить контраст між ними до максимуму. Таке забарвлення зустрічається у таких тварин, як скунс і медоїд, що мають потужний захист — нестерпний сморід скунса та гострі кігті, агресивний характер і сморід медоїда. Ці тварини не біжать, коли їх атакують, а рухаються повільно, часто повертаючись обличчям до небезпеки, і показуючи дейматичні чи загрозливі прояви або для того, щоб налякати недосвідчених хижаків, або як апосематичний сигнал, щоб застерегти досвідчених.
Гусениця молі Actias luna, як виявив Таєр, у фразі Котта «контрзатінена відносно її позиції», тобто має світлу спину, що переходить у темне черевце, рівно з тієї ж причини, з якої таке забарвлення має нільський сом, Synodontis batensoda: ці тварини (та інші гусениці, включно з Automeris io та яструбиним молем, Smerinthus ocellatus) зазвичай живуть «догори ногами», черевцем догори. Подібним чином у морського слимака Glaucus atlanticus зворотне затінення пов'язане з перевернутими звичками. Таким чином, ці тварини використовують контрзатінення звичайним способом для маскування.

## Приклади у тварин

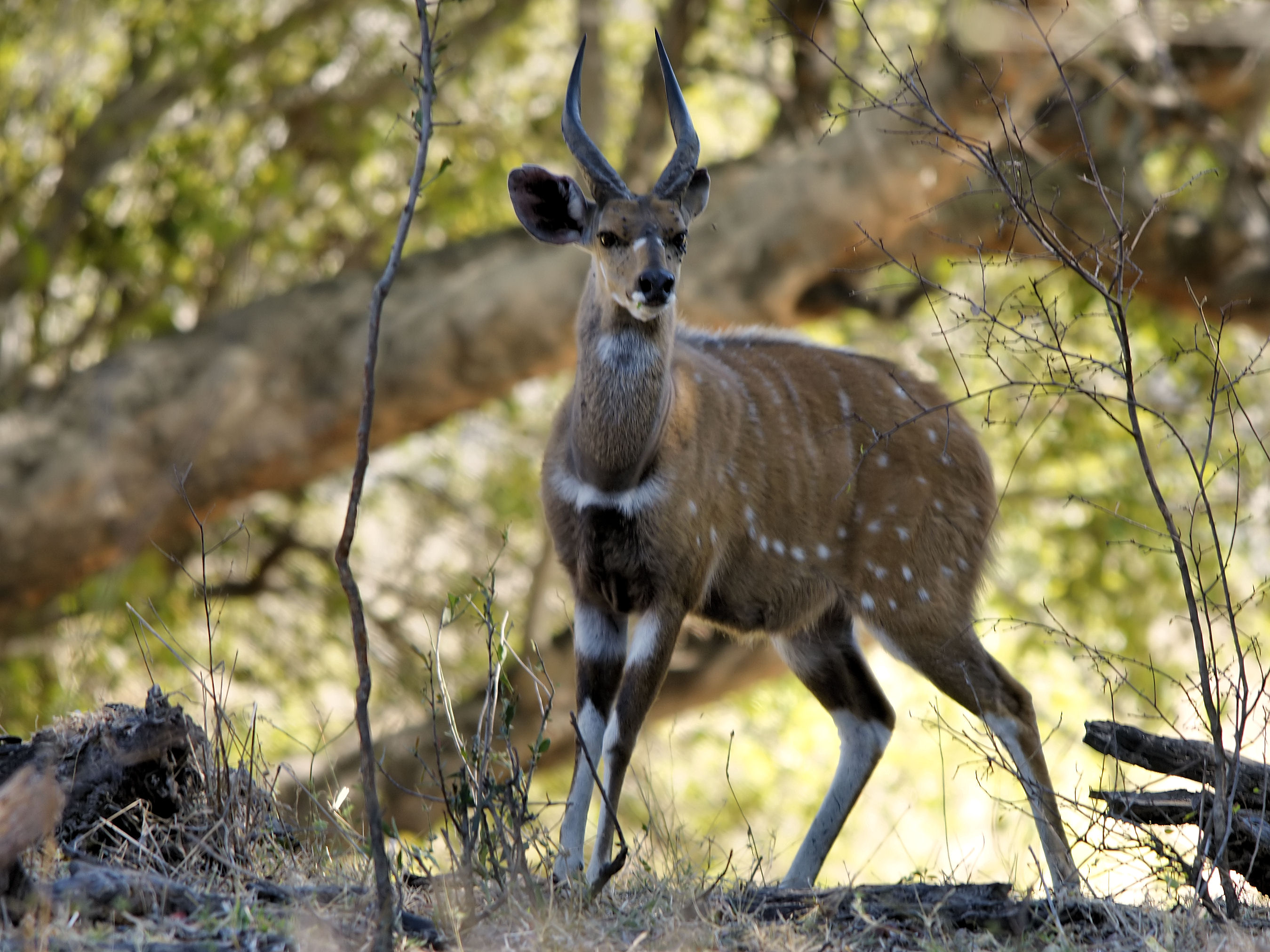
Бушбок (Tragelaphus scriptus), виглядає майже ідеально рівним за тоном, його контрзатінення повністю скасовує його самозатінення.
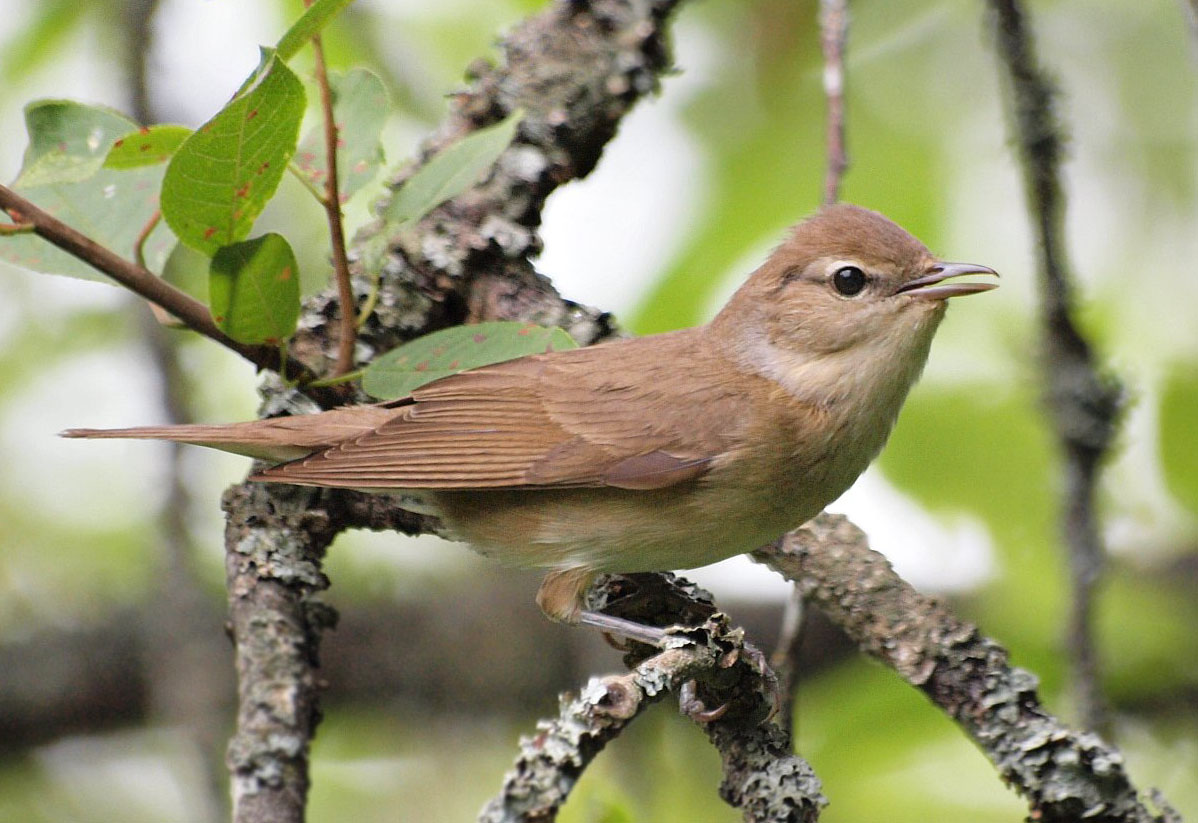
Багато птахів, наприклад ця Кропив'янка садова (Sylvia borin) контрзатінені. Світліше брюшко робить птаха майже однотонним при погліді збоку.
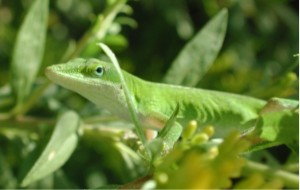
Ящірка Аноліс каролінський, (Anolis carolinensis) з плавним контрзатіненням.
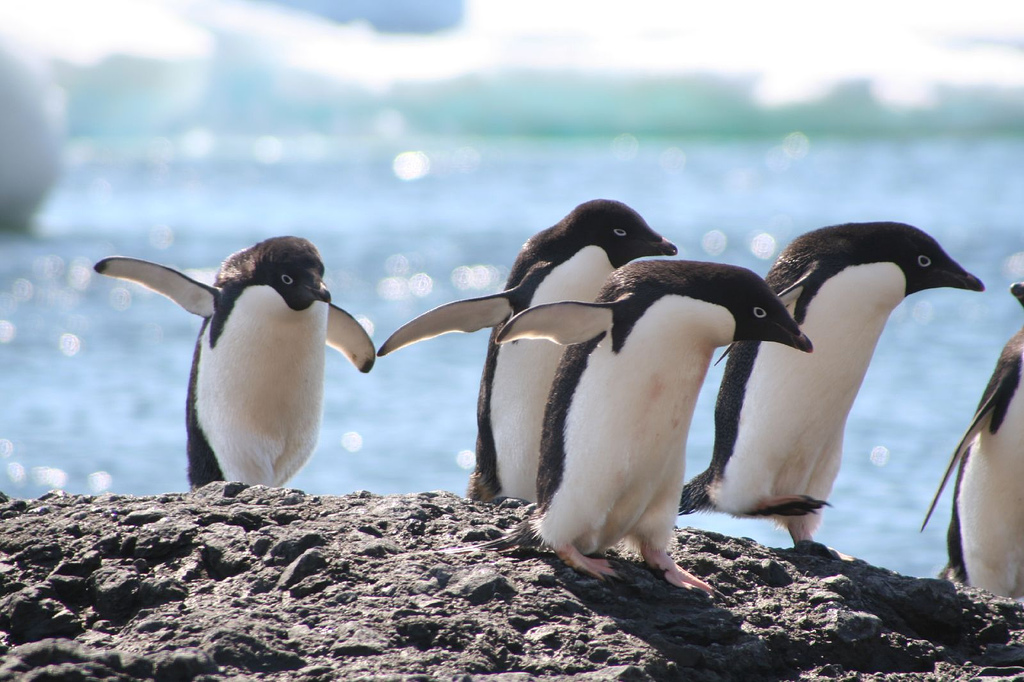
Пінгвіни Аделі (Pygoscelis adeliae), білі знизу і темні зверху, ймовірно, щоб вони могли зливатися з поверхнею моря, якщо дивитися знизу, і з глибокою водою, якщо дивитися зверху.
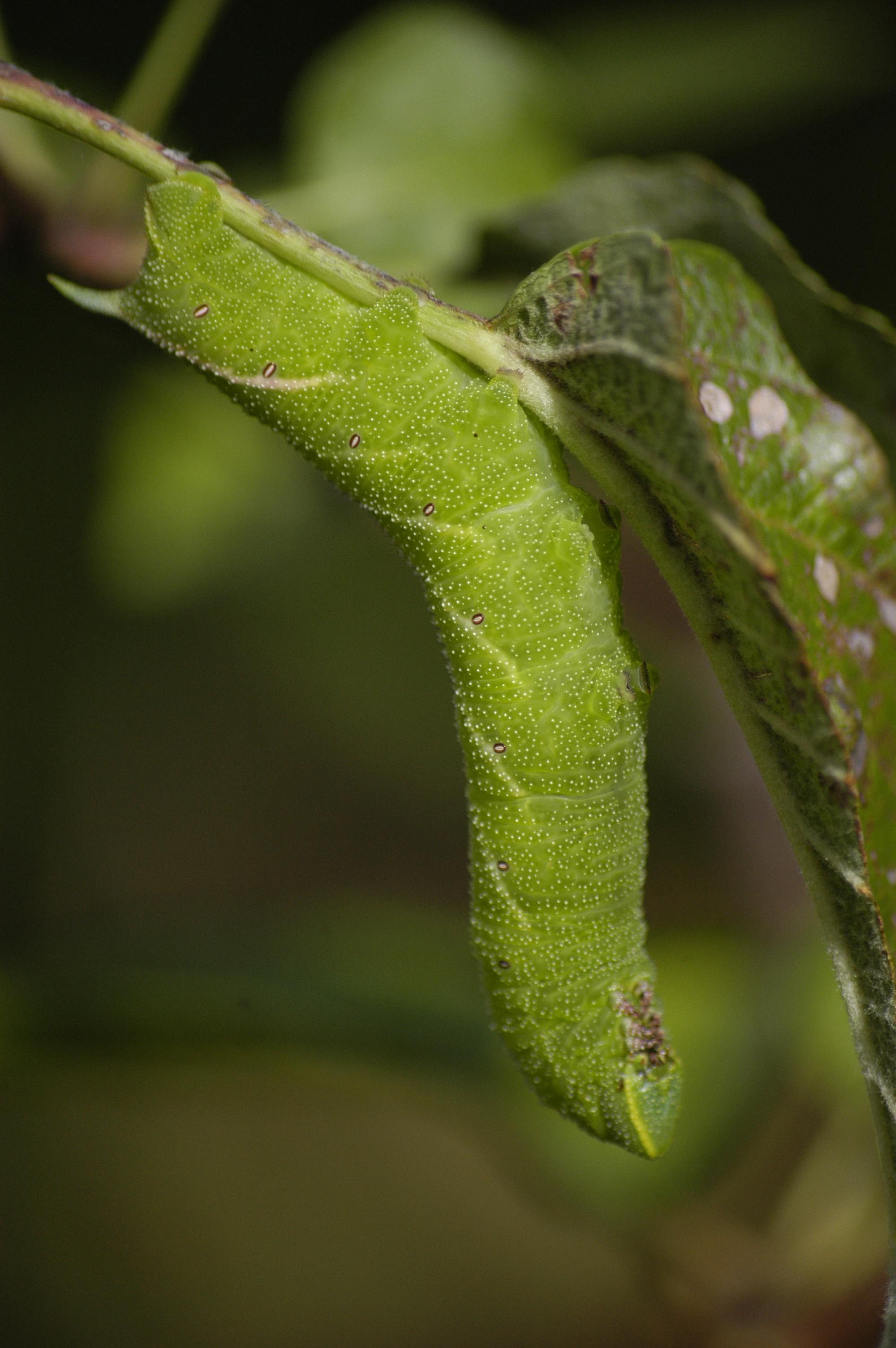
Личинка Бражника очкастого (Smerinthus ocellatus), має перевернуте контрзатінення, тому вона виглядає пласкою, коли знаходиться догори ногами під час годування.
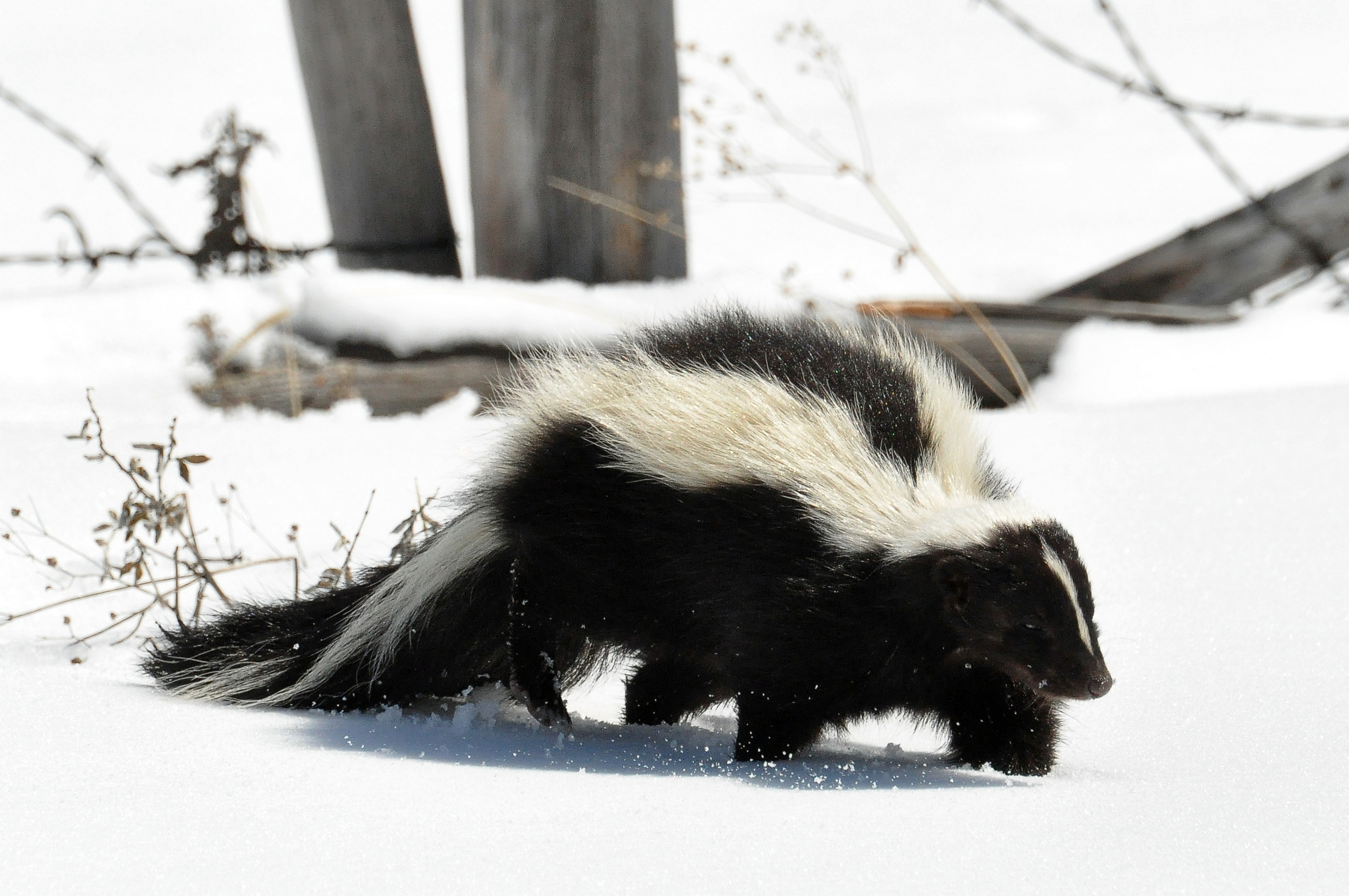
Смугастий скунс (Mephitis mephitis), має помітне попереджувальне забарвлення з перевернутим контрзатіненням, що попереджає хижаків про його потужний захисний сморід.
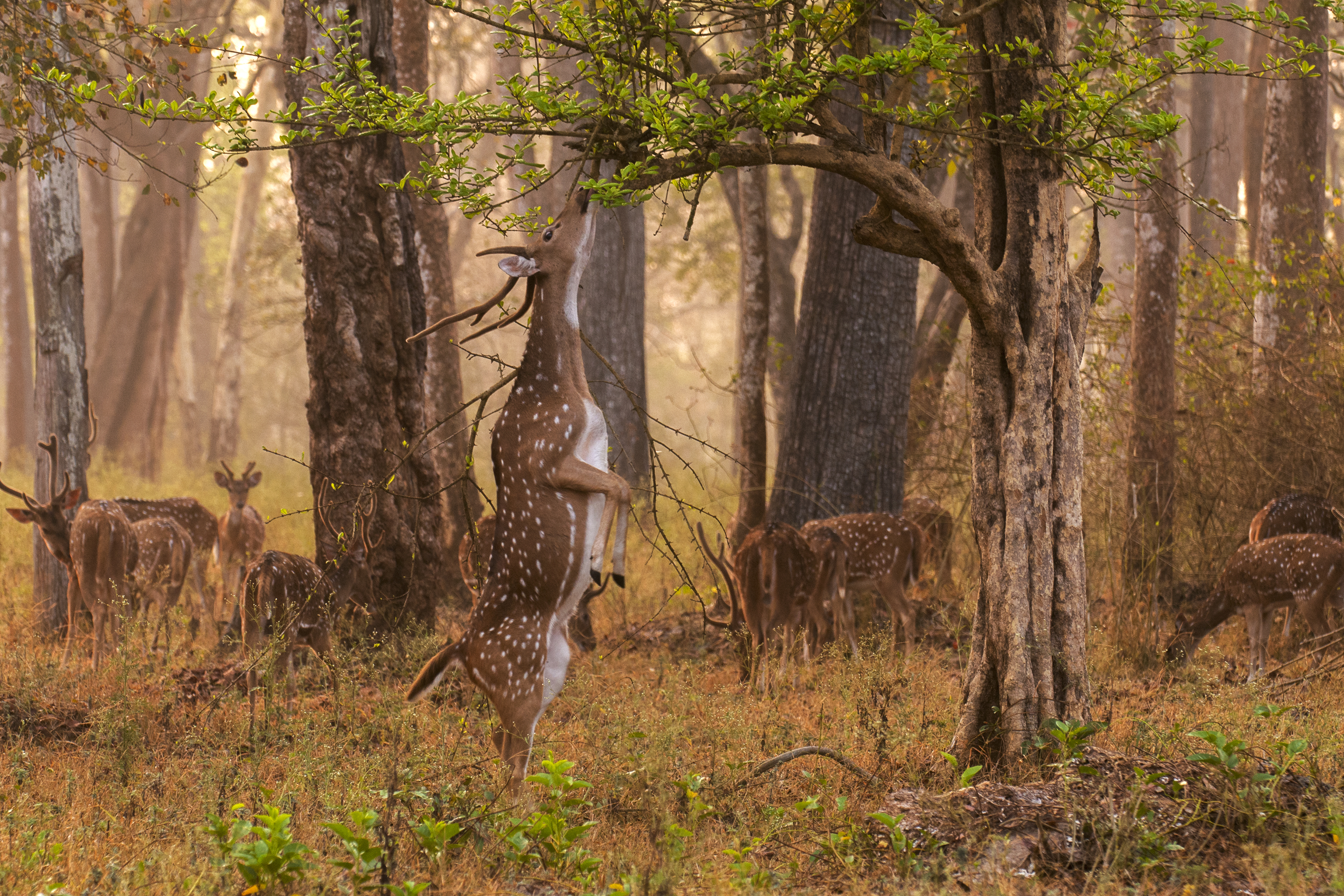
Чітал (Axis axis). Тварини на задньому плані ефектно затінені з горизонтальними тілами, але вертикальний олень на передньому плані помітний завдяки своєму світлому череву. Плямистість є руйнівною.

## Виноски
1. ↑  На цьому фото акула штучно підсвічена знизу, при звичайному освітленні зверху колір верхньої і нижної частини акули стає схожим і однаково наближеним до фону води навколо
2. ↑  В ті часи вид мав назву Rumia crataegata
3. ↑  В ті часи вид мав назву Amphidasis betularia
4. ↑  The mackerel, like many other pelagic fish, is also camouflaged by silvering, and when seen from above it has a bold disruptive pattern.
5. ↑  Colours used are Non-Specular Sea Blue, Intermediate Blue, White.

### Першоджерела
- Beddard, Frank Evers (1892). Animal coloration; an account of the principal facts and theories relating to the colours and markings of animals. Swan Sonnenschein.
- Г'ю Бемфорд Котт (1940). Adaptive Coloration in Animals. Oxford University Press.
- Thayer, Gerald H. (1909). Concealing-Coloration in the Animal Kingdom. An Exposition of the Laws of Disguise Through Color and Pattern: Being a Summary of Abbott H. Thayer's Discoveries. Macmillan.
- Wallace, Alfred Russel (1889). Darwinism. An exposition of the theory of natural selection with some of its applications. Macmillan.

### Загальне читання
- Behrens, Roy R. (2009). Goldstein, E Bruce (ред.). Encyclopedia of Perception, Volume 1. Sage. с. 233—235.
- Edmunds, Malcolm (2008). Capinera, John L. (ред.). Deimatic Behavior. Springer. ISBN 9781402062421.
- Forbes, Peter (2009). Dazzled and Deceived: Mimicry and Camouflage. Yale.
- Rowland, Hannah M. (2011). The history, theory and evidence for a cryptic function of countershading. У Stevens, Martin (ред.). Animal Camouflage: Mechanisms and Function. Cambridge University Press.
- Ruxton, Graeme D.; Sherratt, Thomas N.; Speed, Michael P. (2004). 3. Countershading and counterillumination. Avoiding Attack: The Evolutionary Ecology of Crypsis, Warning Signals and Mimicry. Oxford University Press.

### Журнали
- Allen, William L.; Baddeley, Roland; Cuthill, Innes C.; Scott-Samuel, Nicholas E. (December 2012). A Quantitative Test of the Predicted Relationship between Countershading and Lighting Environment (PDF). The American Naturalist. 180 (6): 762—776. doi:10.1086/668011. JSTOR 10.1086/668011. PMID 23149401.
- Anon (4 листопада 1943). Principles of Camouflage. Tactical and Technical Trends. 37.
- Behrens, Roy (27 лютого 2009). Revisiting Abbott Thayer: non-scientific reflections about camouflage in art, war and zoology. Philosophical Transactions of the Royal Society B. Royal Society Publishing. 364 (1516): 497—501. doi:10.1098/rstb.2008.0250. PMC 2674083. PMID 19000975.
- Craik, K.J. (1944). White plumage of sea-birds. Nature. 153 (3879): 288. Bibcode:1944Natur.153..288C. doi:10.1038/153288a0.
- Edmunds, M.; Dewhirst, R.A. (1994). The survival value of countershading with wild birds as predators. Biological Journal of the Linnean Society. 51 (4): 447—452. doi:10.1111/j.1095-8312.1994.tb00973.x.
- Elias, Ann (2011). Camouflage Australia: Art, Nature, Science and War. Sydney University Press. с. 47—53.
- Hershberger, W. (1970). Attached-shadow orientation perceived as depth by chickens reared in an environment illuminated from below. J. Comp. Physiol. Psychol. 73 (3): 407—411. doi:10.1037/h0030223. PMID 5514675.
- Jones, B.W.; Nishiguchi, M.K. (2004). Counterillumination in the Hawaiian bobtail squid, Euprymna scolopes Berry (Mollusca : Cephalopoda) (PDF). Marine Biology. 144 (6): 1151—1155. doi:10.1007/s00227-003-1285-3.
- Kiltie, R.A. (1989). Testing Thayer's countershading hypothesis - an image-processing approach. Animal Behaviour. 38 (3): 542—544. doi:10.1016/S0003-3472(89)80048-X.
- Office of Naval Research (2013). Ocean Life: Mammals – Adaptation. Office of Naval Research. Архів оригіналу за 24 жовтня 2008. Процитовано 11 січня 2013.
- Poulton, Edward B. (October 1887). Notes in 1886 upon Lepidopterous Larvae, etc. Transactions of the Entomological Society of London: 294.
- Poulton, Edward B. (October 1888). Notes in 1887 upon Lepidopterous Larvae, etc. Transactions of the Entomological Society of London: 595—596.
- Rowland, Hannah M. (2009). Abbott Thayer to the present day: what have we learned about the function of countershading?. Philosophical Transactions of the Royal Society B. 364 (1516): 519—527. doi:10.1098/rstb.2008.0261. JSTOR 40485817. PMC 2674085. PMID 19000972.
- Ruxton, Graeme D.; Speed, Michael P.; Kelly, David J. (2004). What, if anything, is the adaptive function of countershading? (PDF). Animal Behaviour. 68 (3): 445—451. doi:10.1016/j.anbehav.2003.12.009.
- Speed, M.P.; Kelly, David J.; Davidson, A.M.; G.D. Ruxton (2005). Countershading enhances crypsis with some bird species but not others. Behavioral Ecology. 16 (2): 327—334. doi:10.1093/beheco/arh166.
- Tankus, Ariel; Yeshurun, Yehezkel. Convexity-based Camouflage Breaking (PDF). Tel Aviv University. с. 1—4. Процитовано 19 січня 2013.
- Tooley, Kurt (15 грудня 2005). Advanced camouflage system and method, Patent application 11/159,911, Publication US 2005/0276955 A1. US Patent Office. с. 1—4. Процитовано 19 січня 2013.
- Young, R.E.; Roper, C.F.E. (1976). Bioluminescent countershading in midwater animals: Evidence from living squid. Science. 191 (4231): 1046—1048. Bibcode:1976Sci...191.1046Y. doi:10.1126/science.1251214. PMID 1251214.
- Young, R.E.; Roper, C.F.E. (1977). Intensity regulation of bioluminescence during countershading in living midwater animals. Fishery Bulletin. 75 (2): 239—252.